# Montgomery (Michigan)
Montgomery è un villaggio degli Stati Uniti d'America, situato nello Stato del Michigan, nella contea di Hillsdale.